# 블록체인 게임
비디오 게임에는 암호화폐, 대체 불가능 토큰(NFT) 등 블록체인 기술을 사용하는 요소가 종종 수익화 형태로 포함될 수 있다. 이러한 요소를 통해 일반적으로 플레이어는 게임 내 아이템을 암호화폐로 교환하거나 NFT로 게임 내 아이템을 나타낼 수 있다. 이러한 게임의 하위 집합은 플레이어가 게임 플레이를 통해 암호화폐를 얻을 수 있는 시스템을 포함하기 때문에 플레이투언(play-to-earn) 게임으로도 알려져 있다. 블록체인 게임은 2017년부터 존재해 왔으며 2021년에는 비디오 게임 산업에서 더 많은 관심을 받았다. 몇몇 AAA 퍼블리셔는 향후 이 기술을 포함할 의향을 표명했다. 플레이어, 개발자 및 게임 회사는 비디오 게임에서 블록체인 기술을 사용하는 것이 착취적이고 환경적으로 지속 불가능하며 불필요하다고 비판해 왔다.

## 개념
암호화폐 및 NFT와 같은 블록체인 기술은 비디오 게임에 대한 잠재적인 수익화 경로를 제공한다. 많은 라이브 서비스 게임에서는 플레이어가 게임 내 통화를 사용하여 획득하고 다른 플레이어와 거래할 수 있는 캐릭터 스킨이나 기타 게임 내 아이템과 같은 게임 내 사용자 정의 옵션을 제공한다. 일부 게임에서는 실제 통화를 사용하여 가상 아이템을 거래할 수도 있지만, 비디오 게임이 도박과 유사한 것으로 간주되는 일부 국가에서는 이는 불법일 수 있다. 이로 인해 스킨 도박과 같은 그레이마켓 문제가 발생했으며, 따라서 퍼블리셔는 일반적으로 플레이어가 게임에서 실제 자금을 얻을 수 있도록 허용하는 것을 꺼려왔다. 블록체인 게임에서는 일반적으로 플레이어가 게임 내 아이템을 암호화폐로 교환할 수 있으며, 이를 돈으로 교환할 수 있다. 이는 블록체인의 추적성으로 인해 회색 시장과 관련된 일부 문제를 피할 수 있다.

## 같이 보기
- Web3
- 메타버스